# Gunadal, Bijapur
Gunadal là một làng thuộc tehsil Bijapur, huyện Bijapur, bang Karnataka, Ấn Độ.